# Hamerli János
Hamerli János (más alakban Hamerly, Pécs, 1840. február 28. – Pécs, 1895. május 11.) Magyarország első kesztyűgyárának alapítója, tímármester.

## Élete
1857-től tímár mesterséget tanult a Monarchia városaiban barangolva (Temesvár, Arad, Pest, Bécs, Graz, Salzburg). 1861-ben tért vissza Pécsre, ahol engedélyt kapott kesztyű és sérvkötő gyártására.  Hamarosan bőrfestő műhelyt létesített szülei Kis-Flórián utcai házában, s közben - 1865 és 1872 között - Bécsben is fenntartott egy műhelyt. Olykor saját maga intézte a gyár fuvarozását (fiákerrel). 1862-ben feleségül vette Szalai József, a Majthényi birtokok ispánjának és Ármok Katalinnak leányát, Flóra Maximiliana-t. Hamerli Jánosnak és Szalai Flórának 11 gyermekéről tudunk, akik folyamatosan, 20 év alatt jöttek a világra. Az első gyerek születésekor Szalai Flóra 23 éves volt, a 11-ik születésekor pedig 43 éves.
Kis műhelyében finom kesztyűbőrré dolgozta ki a bárány- és kecskebőröket. A jó minőségű bőrökből gondos munkával kiváló kesztyűket készített. Néhány év múlva a Tettye patak völgyében a malmok között építette fel műhelyét, majd gyárát. 1870-ben állította üzembe az akkor még ritkaságszámba menő kesztyűvarrógépet. A piaci igények figyelembevételével, szorgalmas munkával sikerült nevét ismertté tennie, nemcsak a hazai kereskedelemben, hanem külföldön is. 1877-ben új telephelyet létesített az Alsó-Puturla utcában.
Gyermekei közül Imre és István 1894-ben megkapták az iparengedélyt kesztyű és sérvkötő gyártására. Ők az 1900-as évek elején a régi üzem helyén a kor követelményeinek megfelelő bőr- és kesztyűgyárat építettek. 1896-ban már 1600 tucat pár kézrevalót állítottak elő itt. Ez az időszak, a 19. század vége, 20. század eleje, az európai kesztyűgyártás fénykora, amikor munkások tízezrei gyártanak több millió pár kesztyűt.
Hamerli szívinfarktusban hunyt el 1895-ben.

## Emléktábla

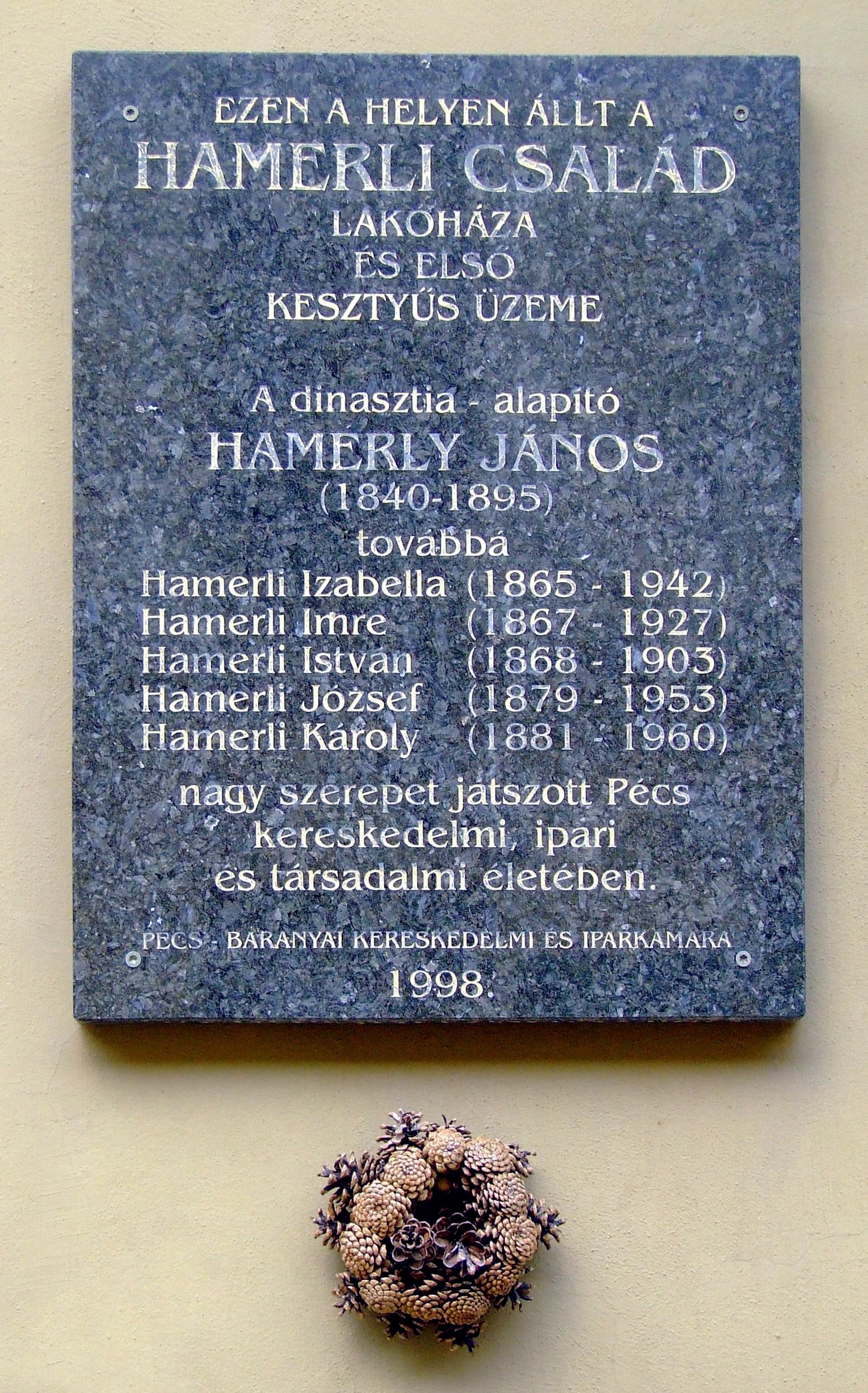
Emléktábla a pécsi Palatinus szálló falán.

1999. szeptember végén emléktáblát avattak fel a Hamerli-család tiszteletére. A mai Palatinus szálló falán elhelyezett emléktáblát a Pécs-Baranyai Kereskedelmi és Iparkamara állíttatta. A táblával a Hamerli nevet az Angsterek, Engelek, az Errethek, a Hőfflerek, a Littkék, a Rothok, a Taizsok, a Zsolnayak mellé állítják egy sorba.